# Самков, Сергей Александрович
Сергей Александрович Самков (2 октября 1917, Поводнево, Ярославская губерния — 23 июля 1981, Псков) — подполковник Советской Армии, участник Великой Отечественной войны, Герой Советского Союза (1945).

## Биография
Сергей Самков родился 2 октября 1917 года в деревне Поводнево (ныне — Мышкинский район Ярославской области). После окончания девяти классов школы работал сначала слесарем, затем находился на комсомольских и партийных должностях. В 1938—1940 годах проходил службу в Рабоче-крестьянской Красной Армии. В 1941 году Самков повторно был призван в армию. В том же году он окончил Ярославское пехотное училище. С декабря 1941 года — на фронтах Великой Отечественной войны.
К январю 1945 года майор Сергей Самков командовал батальоном 412-го стрелкового полка 1-й стрелковой дивизии 70-й армии 2-го Белорусского фронта. Отличился во время освобождения Польши. 6 января 1945 года батальон Самкова переправился через Вислу в районе деревни Топольно к северо-востоку от Быдгоща и захватил плацдарм на её западном берегу, после чего удержал и расширил его, отразив несколько немецких контратак и захватив важную высоту. В тех боях батальон Самкова уничтожил 2 артиллерийских орудия, 1 артиллерийский склад, 20 пулемётов, более 400 солдат и офицеров противника.
В 1946 году в звании подполковника Самков был уволен в запас. Проживал и работал сначала в Ярославской, затем в Псковской областях.
Сергей Александрович умер 23 июля 1981 года, похоронен на Орлецовском кладбище Пскова.

## Награды
- Указом Президиума Верховного Совета СССР от 29 июня 1945 года за «образцовое выполнение боевых заданий командования на фронте борьбы с немецкими захватчиками и проявленные при этом мужество и героизм» майор Сергей Самков был удостоен высокого звания Героя Советского Союза с вручением ордена Ленина и медали «Золотая Звезда» за номером 6997[1].
- Награждён орденами Кутузова 3-й степени, Александра Невского, Отечественной войны 2-й степени и Красной Звезды, рядом медалей[1].

## Память

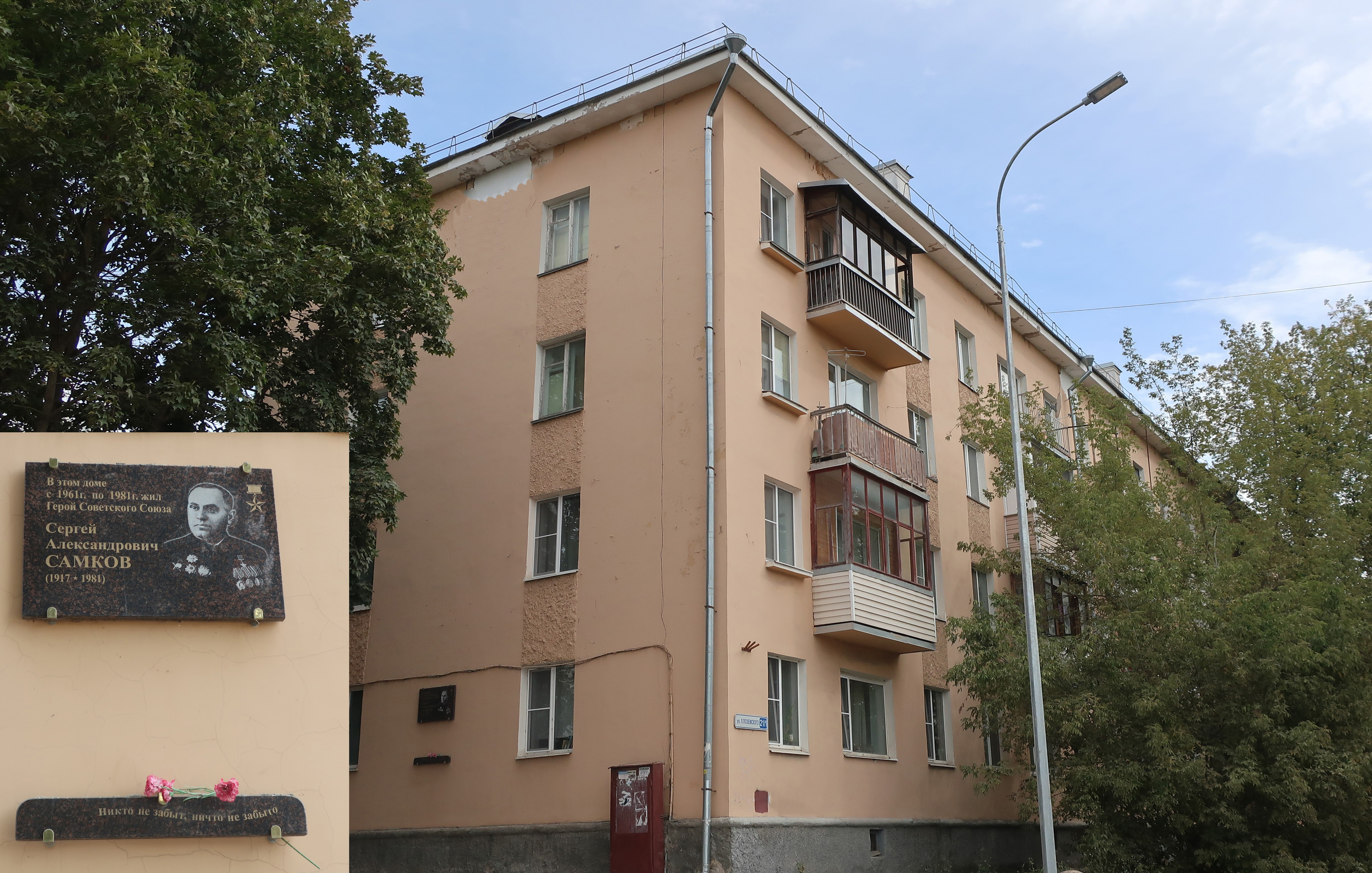
Мемориальная доска на доме в Пскове, где жил С. А. Самков

- В Пскове на доме, где жил Самков, установлена мемориальная доска.